# 2017 у науці
Ця стаття присвячена головним науковим подіям у галузі науки в 2017 році.
Наприкінці 2017 року авторитетний науковий журнал «Science» визначив найголовніші наукові відкриття року. Найвидатнішим відкриттям було названо відкриття гравітаційних хвиль від злиття двох нейтронних зірок, зроблене 17 серпня. Наголошується, що це відкриття підтвердило ряд ключових астрономічних моделей, дозволило визначити родовища важких елементів і перевірити Загальну теорію відносності. Найвидатнішим відкриттям року за версією читачів журналу стала робота данських медиків, яким вдалося вилікувати дітей від атрофії м'язів спини за допомогою генної терапії. Заслуговують також на увагу дві знахідки, пов'язані з еволюцією людини: виявлення нового виду орангутанів (Pongo tapanuliensis) і заява про те, що людство існує мінімум 300 тисяч років. Крім того, було відзначено створення ліків, які можуть вилікувати відразу від декількох видів раку, нову систему редагування ДНК, фіксацію найбільш рідкісного варіанту зіткнення нейтрино з ядрами атомів і виявлення в Антарктиді бульбашок повітря віком 2,7 мільйона років.

## Події

### Січень

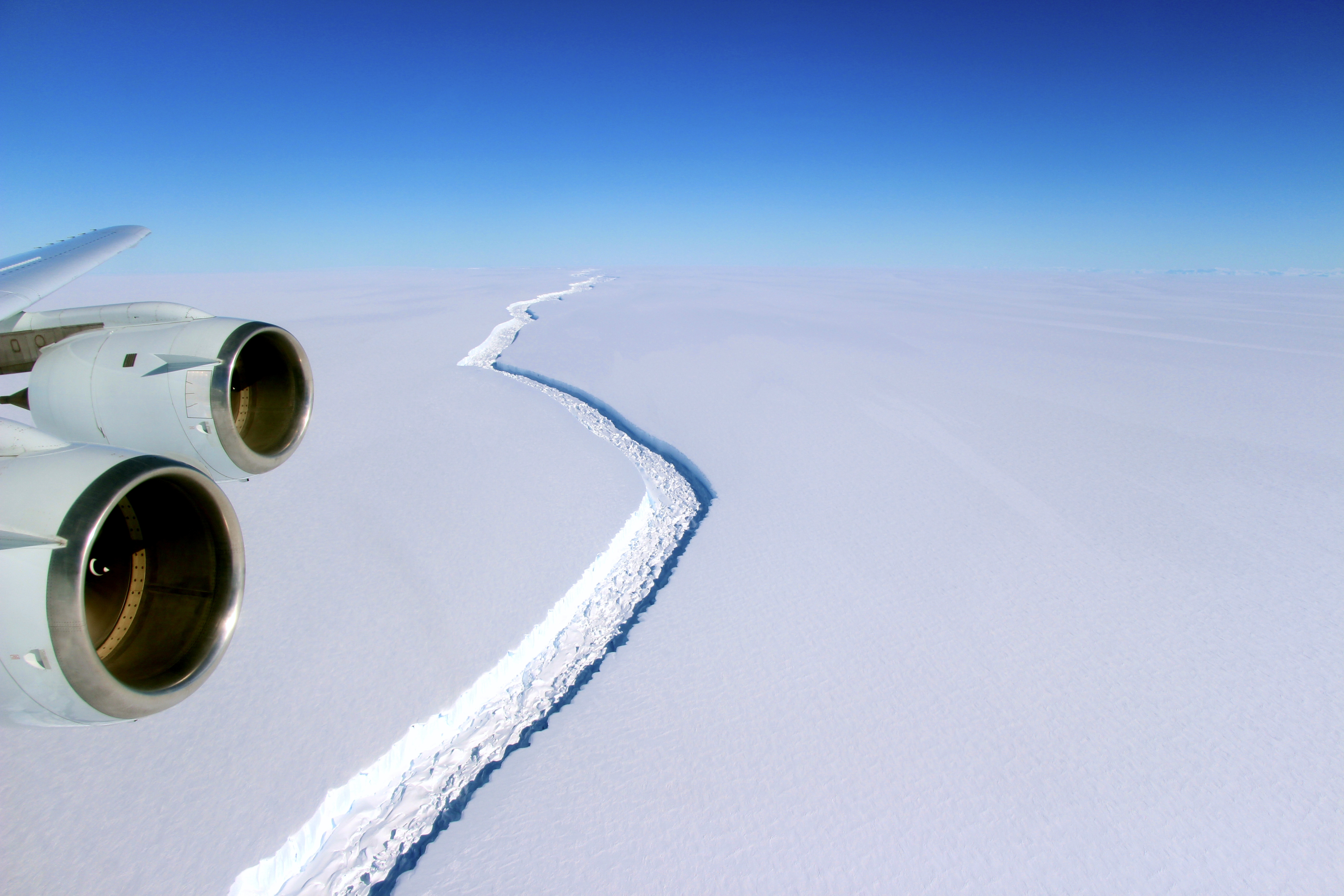
Фото з літака тріщини на шельфовому льодовику Ларсена, 6.01.2017

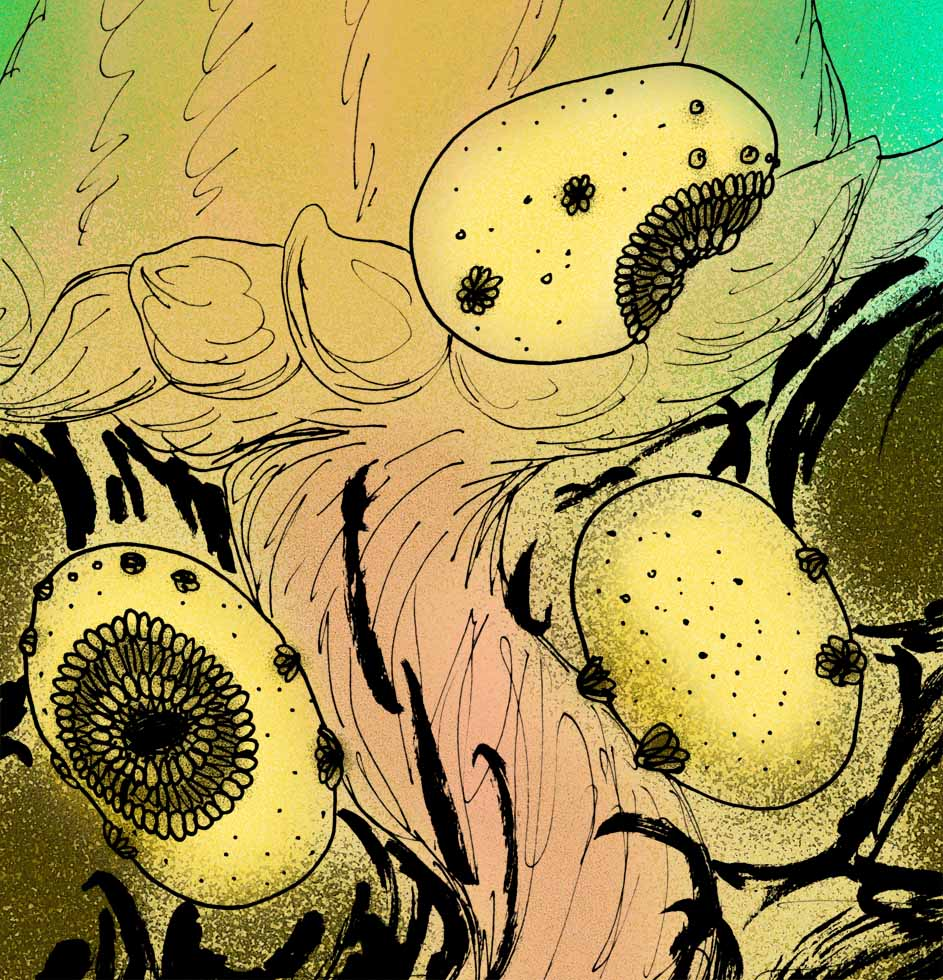
Графічне відтворення Saccorhytus coronarius

- 6 січня — повідомлено, що велика частина шельфового льодовика Ларсена площею 5000 км2 перебуває на межі відколу від Антарктиди. Очікується, що він стане одним з 10 найбільших айсбергів та після танення може підняти глобальний рівень океану на 10 см[3].
- 11 січня:
  - Археологи виявили 12 давньоєгипетських гробниць — сімейних усипальниць та три виточених у скелях вівтаря часів Нового Царства (1550—1069 рік до нашої ери) на території села Гебель-ель-Сілс в Єгипті, що знаходиться в декількох кілометрах на південь від Долини Царів[4].
  - На південному заході Китаю ідентифіковано новий вид приматів родини гібонових — Hoolock tianxing[5].
- 13 січня:
  - Вченим із Чехії і Франції за допомогою методу тривимірної дифракції електронів вдалося з великою точністю визначити місцеположення атомів Гідрогену в нанокристалах[6][7].
- 14 січня:
  - Археолог Мохаммад Насеріфард на околиці іранського міста Хомейні виявив найдавніші малюнки на землі, яким вже 35-45 тисяч років[8].
  - Здійснено перший успішний запуск ракети-носія Falcon 9 компанії SpaceX після аварії 1 вересня 2016 року. Ракета-носій вивела на орбіту супутник «Iridium NEXT 1-10», а перший ступінь успішно повернувся на плавучу платформу в Тихому океані[9].
- 18 січня — незалежний аналіз НАСА і Національного управління океанічних і атмосферних досліджень свідчать, що 2016 рік став найтеплішим роком із підвищенням температури повітря на 0,99 °C у порівнянні з середньою температурою у середині ХХ ст. та на 0,07 °C у порівнянні з 2015 роком[10][11].
- 19 січня — археологи (керівник доктор Ерез Бен-Йозеф) виявили руїни стародавньої сторожової фортеці часів царів Давида і Соломона у долині Тимна в Ізраїлі, яка датується Х століттям до н. е. і знаходиться неподалік від мідеплавильних таборів царя Соломона[12].
- 21 січня — на території Вірменії археологи виявили стоянку людини періоду нижнього палеоліту, вік якої становить приблизно 2 мільйони років[13]
- 26 січня — українська вчена-математик Марина Вязовська отримала Премію Салема-2016 за її відкриття щодо найщільнішого пакування куль у 8 та 24-вимірних просторах з використанням методів модульних форм[14].
- 27 січня — вчені Гарвардського університету повідомили про синтез невеликої кількості металічного водню. Його існування теоретично було обґрунтовано у 1935 році[15][16].
- 30 січня — виявлено скам'янілі рештки тварини Saccorhytus coronarius, яку вважають спільним предком хордових, голкошкірих та інших вторинноротих[17][18].

### Лютий

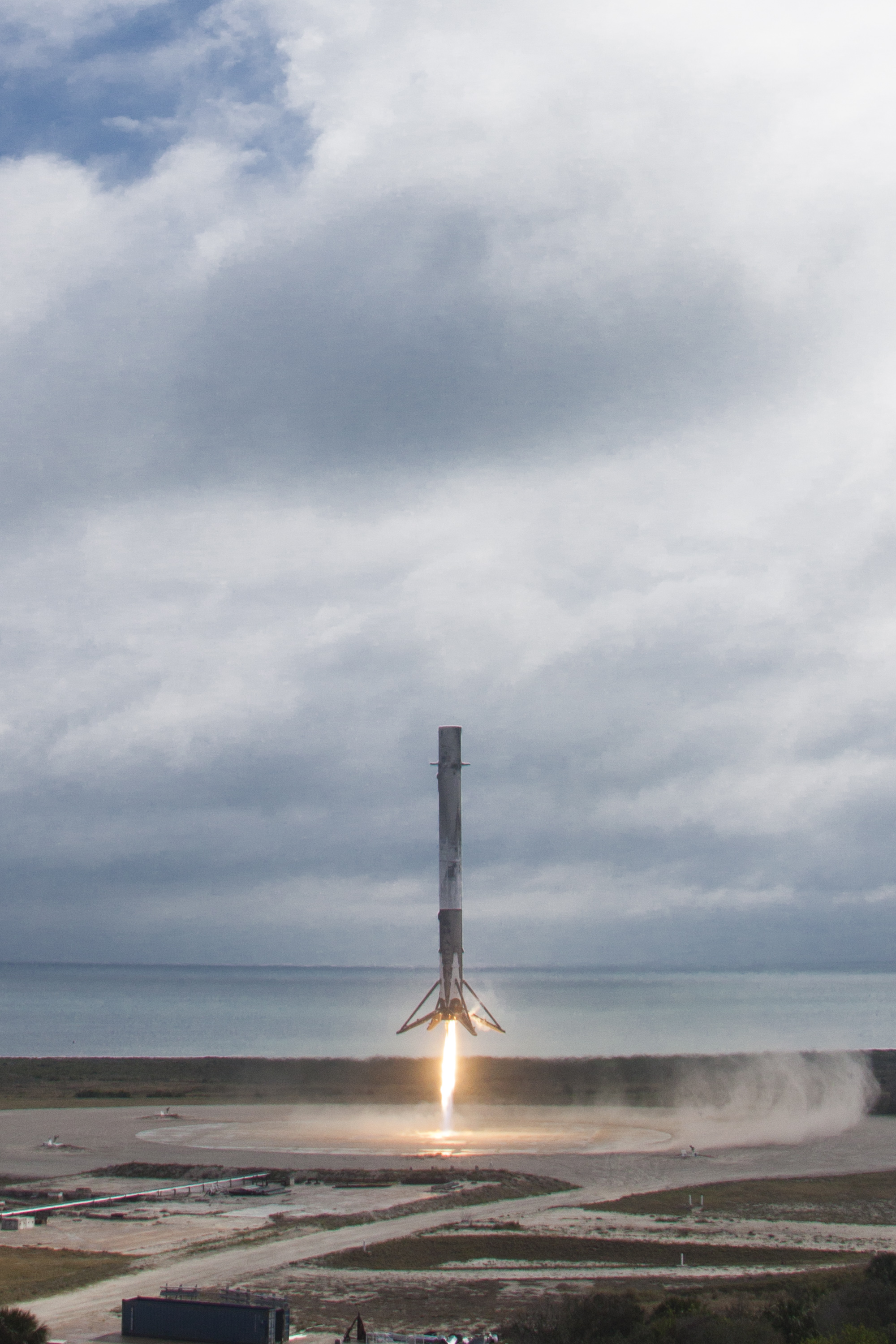
Посадка першої ступені ракети Falcon 9 після запускуCRS-10

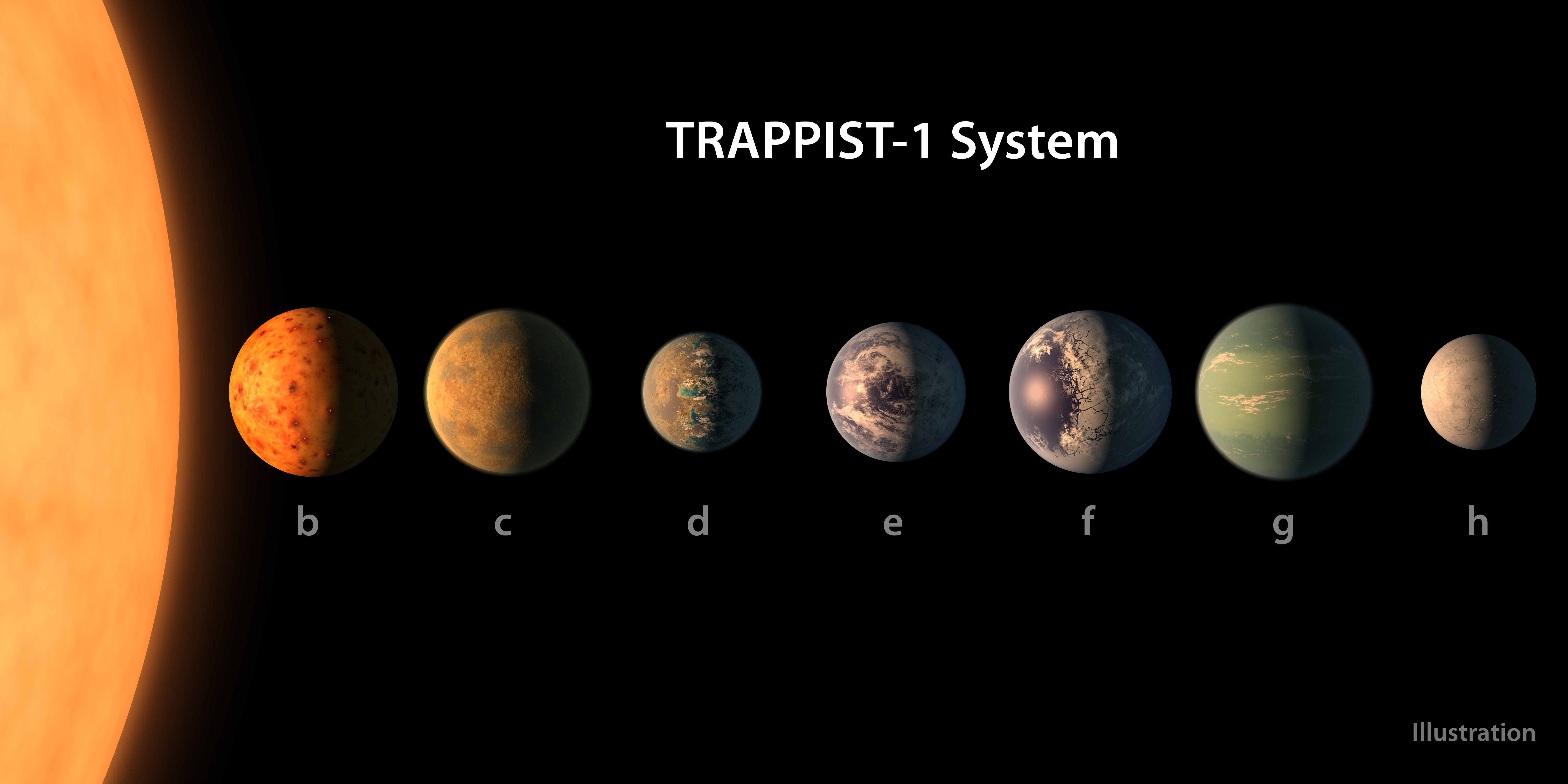
7 екзопланет на орбіті зірки TRAPPIST-1

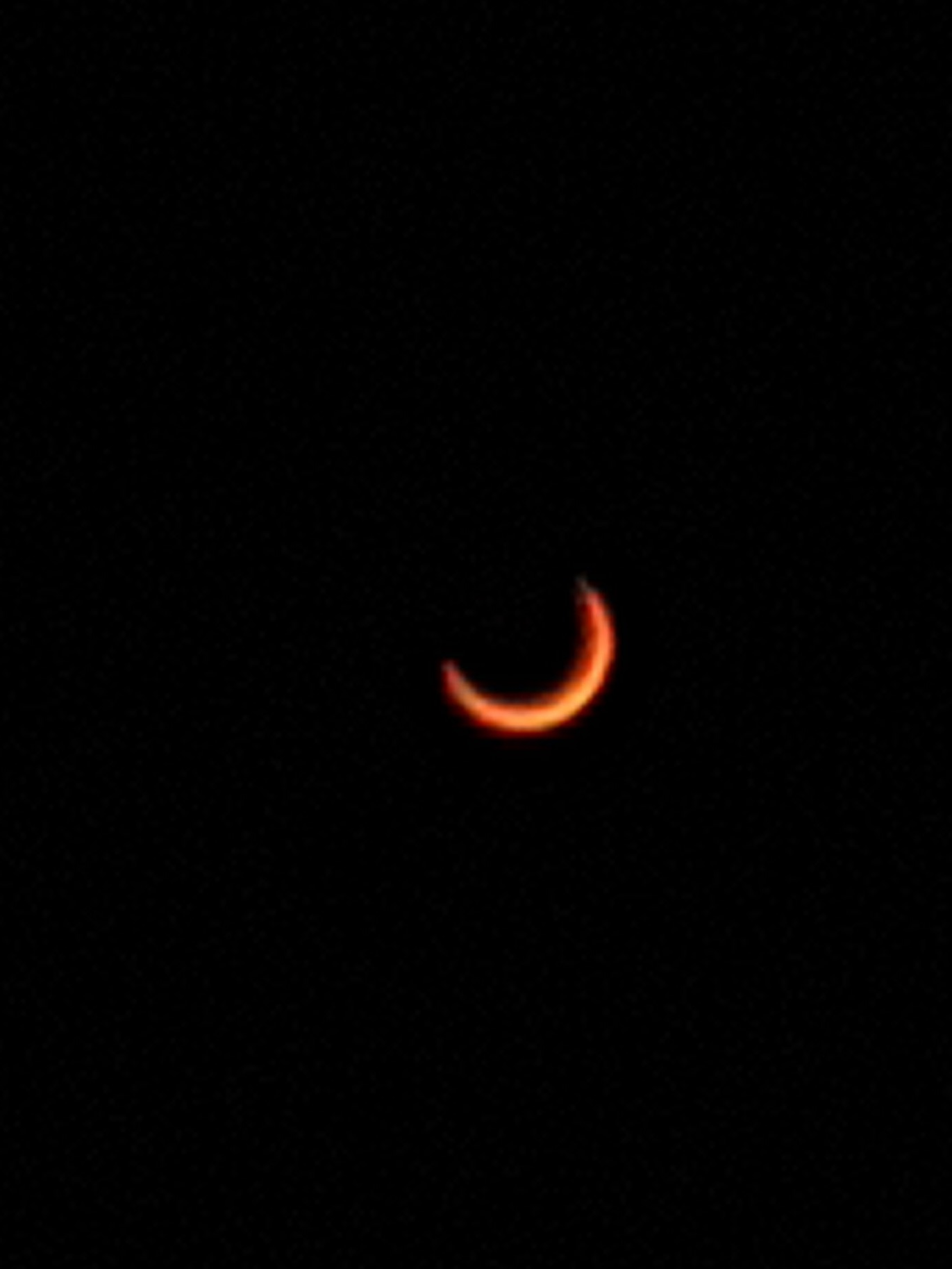
Сонячне затемнення 26.02.2017 у Чилі

- 4 лютого — уперше з 1962 року вченими у Зімбабве було виявлено і спіймано жабу Arthroleptis troglodytes[en], яка має статус виду, що перебуває на межі зникнення[19].
- 6 лютого — повідомлено про синтез вперше стабільної сполуки Гелію — Na2He[20][21]. Гелій, як інертний газ, є найменш хімічно активний елемент.
- 7 лютого — у Чикаго померла найстаріша риба, що жила в неволі: понад 90-річний рогозуб на ім'я Дідусь[22].
- 8 лютого — повідомлено про розшифрування науковцями Науково-технологічного університету імені короля Абдалли геному зернової культури кіноа[23].
- 9 лютого — дослідники з японського Національного інституту прогресивної промислової науки і техології (англ. National Institute of Advanced Industrial Science and Technology) представили робота-дрон у вигляді бджоли, який здатний до запилення квітів[24][25].
- 10 лютого — завершено переміщення на 23 км антарктичної станції Великої Британії Галлі у зв'язку з утворенням тріщини на шельфовому льодовику Ларсена[26].
- 11 лютого:
  - Фізики відкрили новий вид тетракварка — X (5568), який містить в собі чотири кварки з різними квантовими ароматами. Про відкриття заявили учені з Національної прискорювальної лабораторії ім. Еніко Фермі[27].
  - Комета 45P/Хонда — Мркоса — Пайдушакової пролетіла на відстані 0,0831 а. о. (12 млн км) від Земли[28].
- 12 лютого — повне місячне затемнення[en], яке було видно в Америці, Європі, Африці та частині Азії. На території України спостерігалось напівтіньове затемнення[29].
- 14 лютого — Китаї знайшли скам'янілі рештки диноцефалозавра, у черевній порожнині якого був ембріон. Відкриття свідчить, що живородіння з'явилось на 50 млн раніше, ніж вважали донині.[30][31]
- 15 лютого:
  - Індія встановила світовий рекорд за кількістю штучних супутників, запущених з допомогою однієї ракети, відправивши в космос 104 супутника[32].
  - Дослідження, опубліковані в журналі «Nature» свідчать, що рівень кисню в світовому океані зменшився на 2 % протягом останніх 50 років внаслідок глобального потепління та стратифікації[33][34].
  - Астрофізики виявили нову гігантську радіогалактику UGC 9555. Вона — одна з найбільших серед відкритих дотепер, розташована на відстані близько 820 мільйонів світлових років від Землі, досягає у діаметрі 8,34 мільйона світлових років[35].
- 19 лютого — до Міжнародної космічної станції запущено місію CRS-10 вантажного корабля Dragon компанії SpaceX. Перший ступінь ракети Falcon 9 успішно повернувся на Землю[36]. Стикування з МКС відбулося 23 лютого[37].
- 22 лютого:
  - З космодрому «Байконур» запущено вантажний космічний корабель Прогрес-МС-05 до Міжнародної космічної станції[38]. Стикування з МКС відбулося 24 лютого[39].
  - Вчені з НАСА повідомили про виявлення у зірки TRAPPIST-1 сім планет розміром із Землю, на трьох з яких умови підходять для існування життя, оскільки вони, імовірно, мають воду і густу атмосферу[40].
- 26 лютого — повне кільцеподібне сонячне затемнення[en], яке можна було спостерігати в Південній Америці та південно-західній Африці[41].
- 27 лютого — археологи виявили поховання, що належить Атавальпа, яке споруджено у вигляді кам'яної споруди кубічної форми висотою 80 метрів. Ця споруда розташована в Національному парку Еквадору в горах Анди в густих лісах Амазонки[42].

### Березень

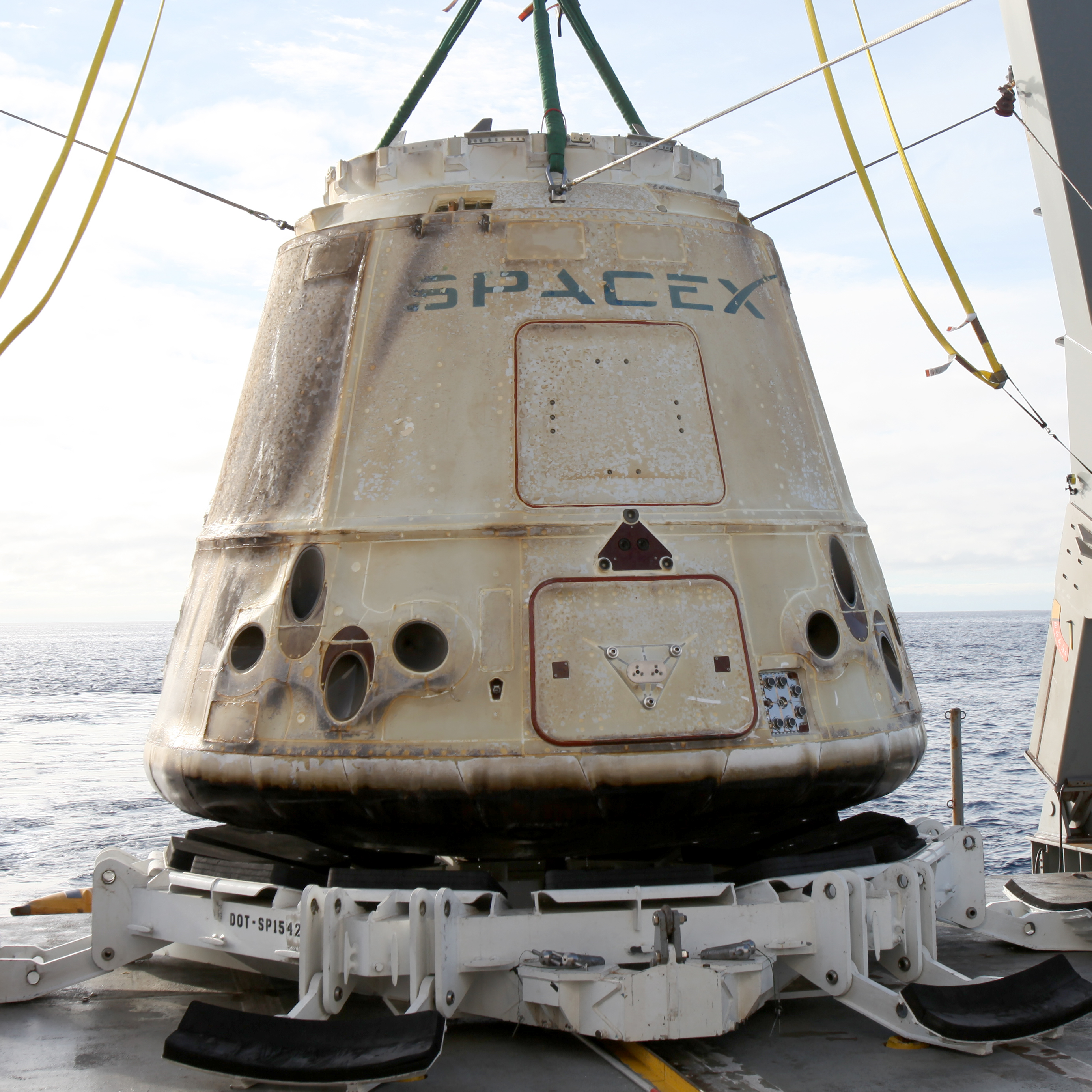
SpaceX CRS-10 після повернення на Землю

- 1 березня — повідомлено про виявлення в канадській частині Гудзонової затоки скам'янілих мікроскопічних трубочок і філаментів, що були утворені залізобактеріями. Скам'янілості було знайдено у відкладах кварцу віком від 3,77 до 4,30 мільярдів років[43].
- 7 березня — ракета-носій Вега з українським двигуном вивела на орбіту супутник Sentinel-2B[44].
- 10 березня — в Каїрі (Єгипет) знайдено восьмиметрову статую фараона, згодом опізнану як зображення Псамметіха I[45].
- 11 березня — в місті Чучжоуу (провінція Аньхой) на сході Китаю археологи виявили стародавню гробницю віком понад 700 років періоду Династії Сун[46].
- 19 березня повернення на Землю вантажного корабля Dragon місії SpaceX CRS-10 з корисним навантаженням з МКС[47].
- 28 березня — НАСА оголосила про план щодо побудови пілотованої космічної станції на орбіті Місяця «Deep Space Gateway» у 2020-ті рр.[48]
- 29 березня — в австралійському Брисбені палеонтологи виявили найбільший із відомих на сьогодні слідів живої істоти, довжиною 1,75 метра[49].
- 30 березня:
  - SpaceX уперше в історії здійснила повторний запуск та повернення на землю ракети Falcon 9, яку перший раз запустили 8 квітня 2016 року[50].
  - Американська астронавтка Пеггі Вітсон під час чергового виходу у відкритий космос на МКС встановила рекорд загальної тривалості роботи у відкритому космосі серед жінок, що становить 50 годин 40 хвилин[51].

### Квітень

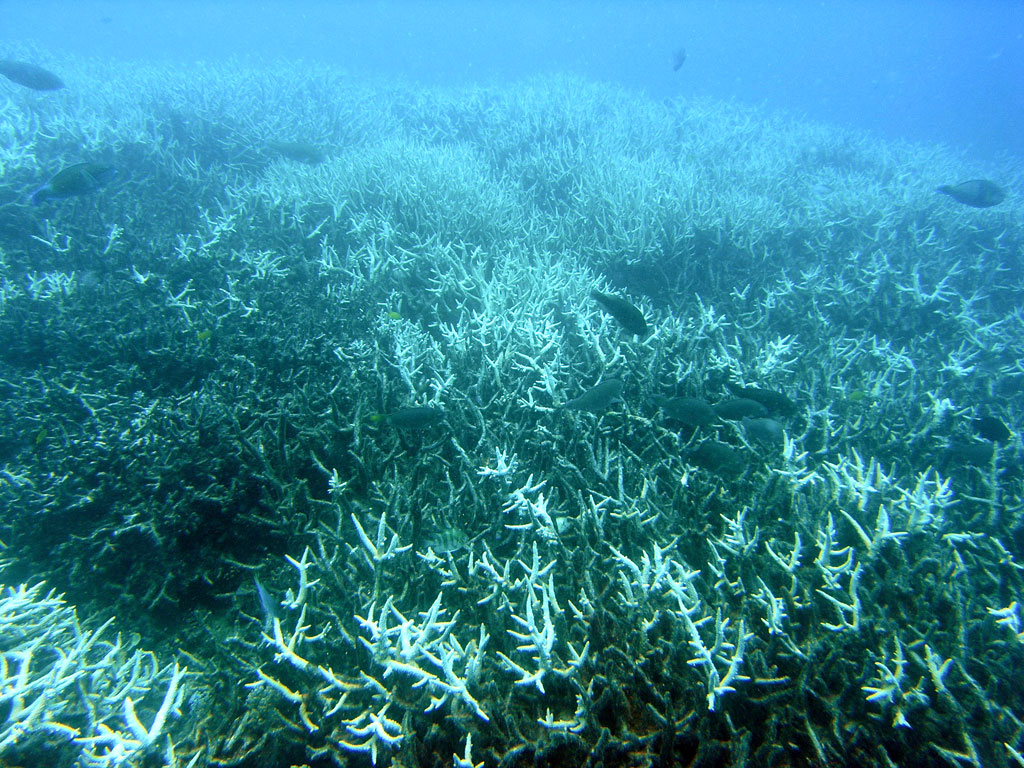
Встановлено, що Великий бар'єрний риф із катастрофічною швидкістю втрачає колір

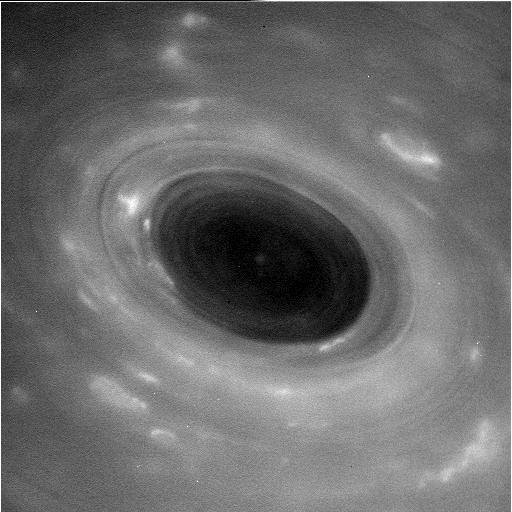
Фото атмосфери Сатурна, зроблене апаратом Кассіні 26.04.2017

- 1 квітня — з Києва у складі 12-ти вчених вирушила 22-га українська антарктична експедиція на станцію «Академік Вернадський»[52].
- 10 квітня:
  - Повідомлено про розшифрування науковцями Технічного університету Мюнхена та Інституту імені Лейбніца геному жита[53].
  - Космічний корабель Союз МС-02 із трьома космонавтами на борту успішно приземлився на Землю після 173 днів польоту під час роботи експедицій МКС-49/50[54].
  - За даними досліджень дві третини Великого бар'єрного рифу втратили колір внаслідок зникнення симбіотичних водоростей зооксантел[55].
- 13 квітня — НАСА оголосило про відкриття гідротермальних джерел на супутнику Сатурна Енцеладі, що може свідчити на наявність там життя[56].
- 18 квітня — НАСА запустило космічний корабель Cygnus місії Cygnus CRS Orb-7[en], який за допомогою ракети-носія Atlas V привезе на Міжнародну космічну станцію партію нового вантажу. Вперше НАСА показало онлайн-трансляцію цієї події в режимі 360°[57].
- 19 квітня — повз Землі пролетів потенційно небезпечний астероїд 2014 JO25. Він наблизився до нашої планети на рекордно близьку за останні 400 років відстань — 1,77 мільйона кілометрів][58].
- 20 квітня:
  - До Міжнародної космічної станції запущено корабель Союз МС-04 з двома космонавтами на борту[59].
  - Китай запустив перший безпілотний вантажний космічний корабель Тяньчжоу-1 до орбітальної станції «Тяньгун-2»[60].
- 21 квітня — чеські вчені синтезували всі азотисті основи РНК всередині експериментальної установки, у якій були імітовані умови на Землі декілька мільярдів років тому[61][62].
- 22 квітня — у багатьох країнах світу пройшла акція «Марш за науку» метою якого є підтримка наукової спільноти і спонукання до дій із захисту довкілля[63].
- 24 квітня:
  - Вчені виявили нове атмосферне явище, яке отримало назву «Стів». Це яскрава фіолетово-зелена стрічка світла, яка пливе по небу. Ширина стрічки Стіва, що простягається, як правило, зі сходу на захід, становить близько 25-30 км, а довжина — сотні, а той й тисячі кілометрів[64].
  - У вулканічних породах віком 2,4 млрд років знайдено сліди найдавніших грибів. За будовою вони нагадують грибний міцелій ниткоподібної будови[65][66].
- 27 квітня космічний апарат «Кассіні — Гюйгенс» пройшов між Сатурном і його кільцями, наблизившись до атмосфери Сатурна на рекордно коротку дистанцію — близько 3000 км від атмосфери[67].

### Травень
- 4 травня — вчені розшифрували геном ячменю[68].
- 9 травня — опубліковано результати досліджень колективу вчених, які свідчать, що Homo naledi  — примітивний представник гомінід, був сучасником людини[69][70].
- 10 травня:
  - У ЦЕРНі запустили новий прискорювач протонів Linac 4, який має значно підвищити продуктивність Великого адронного колайдера[71].
  - В Австралії біля гарячих джерел у регіоні Пілбара вчені виявили найдавніші відомі науці рештки мікроорганізмів у скам'янілостях віком 3,48 мільярда років[72][73].
- 16 травня — в Йорданії відкрився перший на Близькому Сході синхротрон SESAME[en][74].
- 17 травня — уперше в лабораторних умовах (у Boston Children's Hospital) вирощено стовбурові клітини крові людини[75][76].
- 24 травня — НАСА оголосило про плани запустити корабель Психея до астероїда 16 Психея у 2022 році; корабель дістанеться до місця призначення в 2026 році[77][78].
- 26 травня — розпочато будівництво Європейського надзвичайно великого телескопа[79].

### Червень

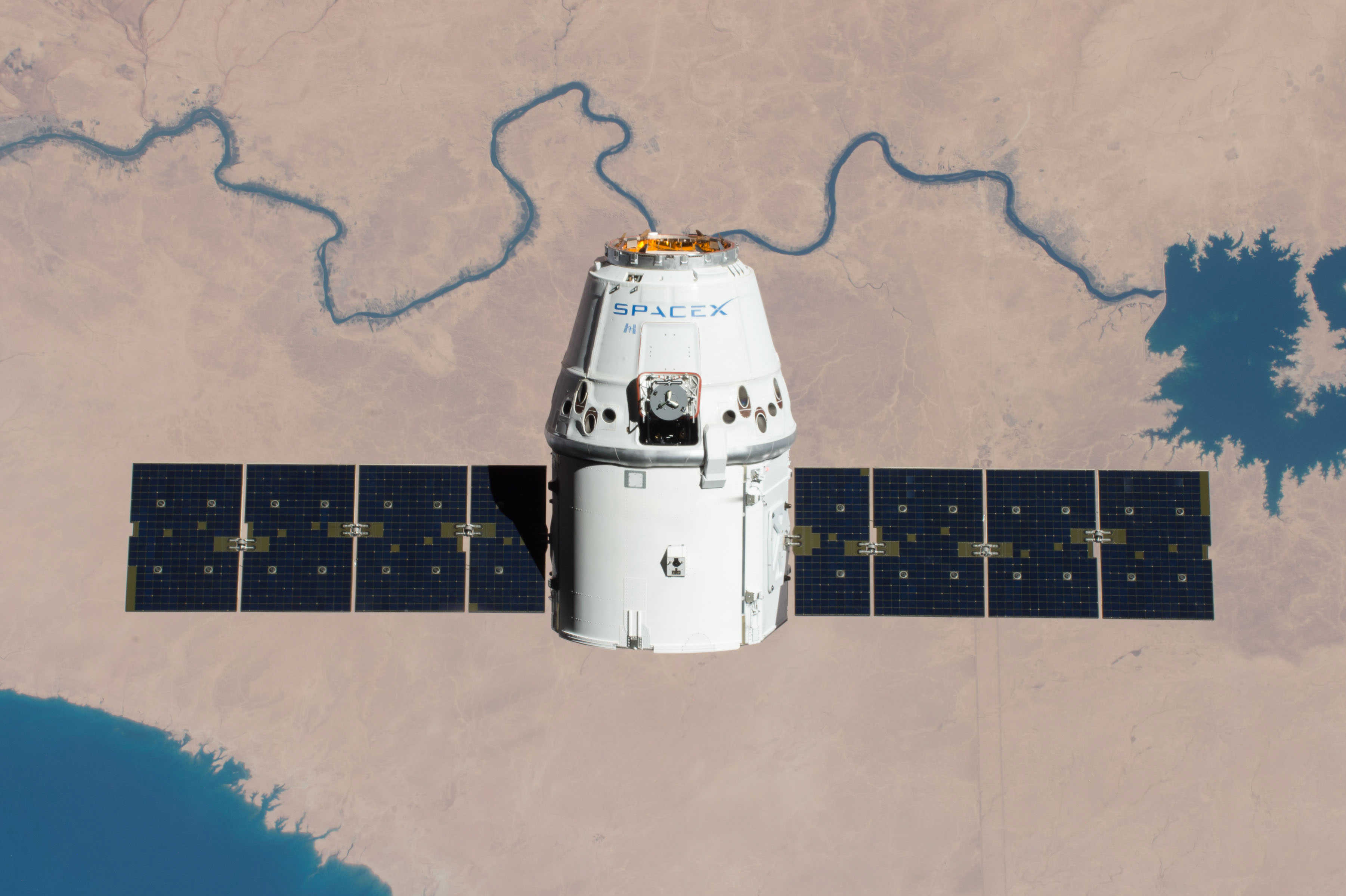
Корабель Dragon під час наближення до МКС, 5.06.2017

- 1 червня повідомлено про 4-ту реєстрацію гравітаційних хвиль від об'єкту GW170104. Подія відбулася 4 січня 2017 року[80].
- 2 червня корабель Союз МС-03 з двома членами екіпажу на борту — О. Новицьким і Т. Песке — відстикувався від МКС та за декілька годин успішно приземлився у степу Казахстана[81].
- 3 червня під час запуску вантажного космічного корабля SpaceX CRS-11 уперше було повторно використано капсулу космічного корабля Dragon[82].
- 5 червня:
  - Міжнародна група вчених виявила екзопланету, яка на сьогоднішній день визнана найгарячішою. Температура атмосфери KELT-9b досягає 4,6 тисячі кельвінів (близько 4327 градусів Цельсія)[83].
  - Вперше з 2012 року оголошено про відкриття нових супутників Юпітера — S/2016 J 1 і S/2017 J 1[84].
- 7 червня палеонтологи знайшли в Марокко останки Homo sapiens віком близько 300 тисяч років. Вони на 100 тис. років старші раніше знайдених решток людини розумної[85].
- 8 червня у Бразилії знайдено найдавніші викопні рештки плодового тіла гриба, що отримав назву Gondwanagaricites magnificus. Його вік оцінено в 115 млн років. Знахідна відсуває геологічний діапазон шапкових грибів на 15-20 млн років далі[86].
- 9 червня:
  - Міжнародна група палеонтологів представила широкому загалу пташеня, яке застигло в бурштині 99 мільйонів років тому. Птах належав до групи енанціорнісових[87].
  - Дослідники з Цюрихського університету повідомили про створення найбільшого віртуального всесвіту, що будь-коли моделювався, що складається з 25 мільярдів галактик, створених з 2 трильйонів цифрових часток[88][89].
- 12 червня дослідники Амстердамського вільного університеу виділи сім генів ризику безсоння[90].
- 15 червня Китай запустив перший рентгенівський космічний телескоп Hard X-ray Modulation Telescope[en][91].

### Липень
- 6 липня:

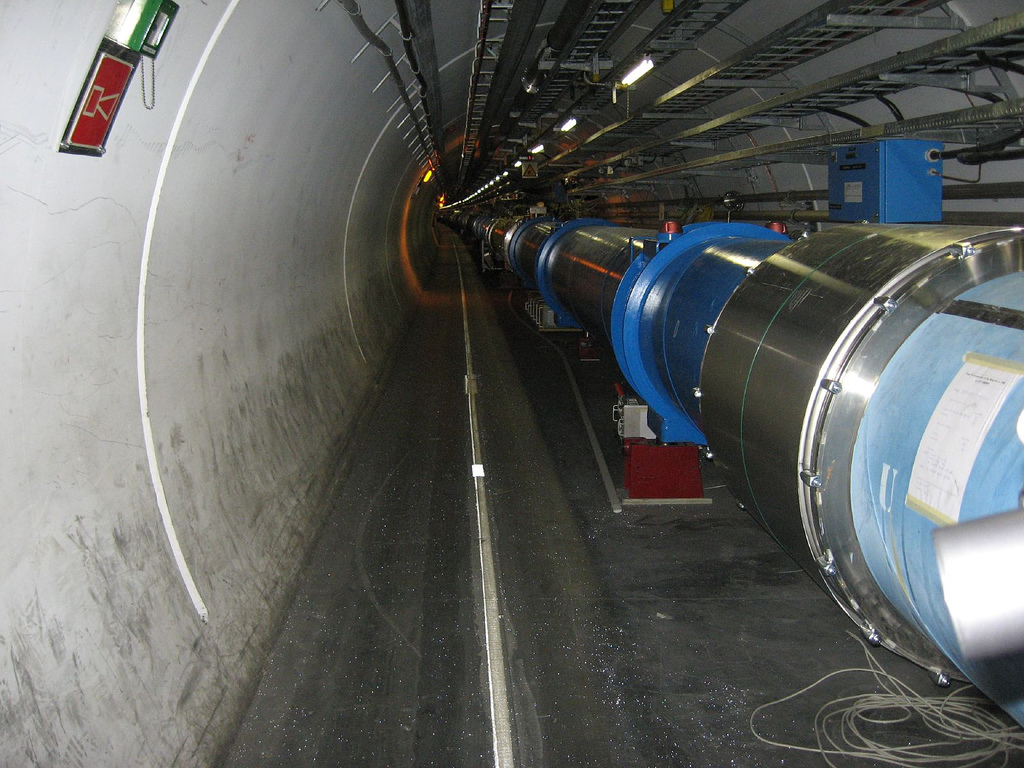
У Великому адронному колайдері знайдено ксі-баріон

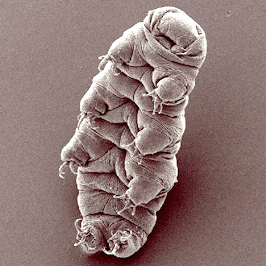
Тихоходи мають найвищі шанси на виживання у випадку астрофізичної катастрофи

  - В експерименті LHCb на Великому адронному колайдері знайдено подвійно чарівний ксі-баріон 
Ξ++
cc [92] [93].
  - Вчені з Шотландії заявили про неможливість існування мікроорганізмів на Марсі через наявність на її поверхні перхлоратів[94] [95].
- 7 липня у Китаї вперше вивели клонованого з соматичної клітини собаку породи Бігль шляхом генетичного нокауту[en][96].
- 12 липня від льодовика Ларсена в Антарктиді відколовся один з найбільших айсбергів в історії площею близько 6 тисяч квадратних кілометрів[97].
- 14 липня — астрофізики повідомили, що тихоходи є найбільш витривалими формами життя та можуть пережити катастрофи, які здатні знищити життя на Землі в найближчі мільярди років: удар великого астероїда, вибух наднової в околицях Сонця і гамма-спалах[98][99].
- 19 липня — археологи опублікували у журналі Nature результати досліджень, згідно з якими австралійські аборигени заселили континент принаймні 65 000 років тому. Це на 18 000 років раніше, ніж вважали донедавна[100][101].
- 28 липня — запуск космічного корабля Союз МС-05 до МКС із трьома космонавтами на борту[102].
- 23—29 липня — в Шеньчжені (Китайська Народна Республіка) пройшов XIX Міжнародний ботанічний конгрес[103].

### Серпень
- 1 серпня —

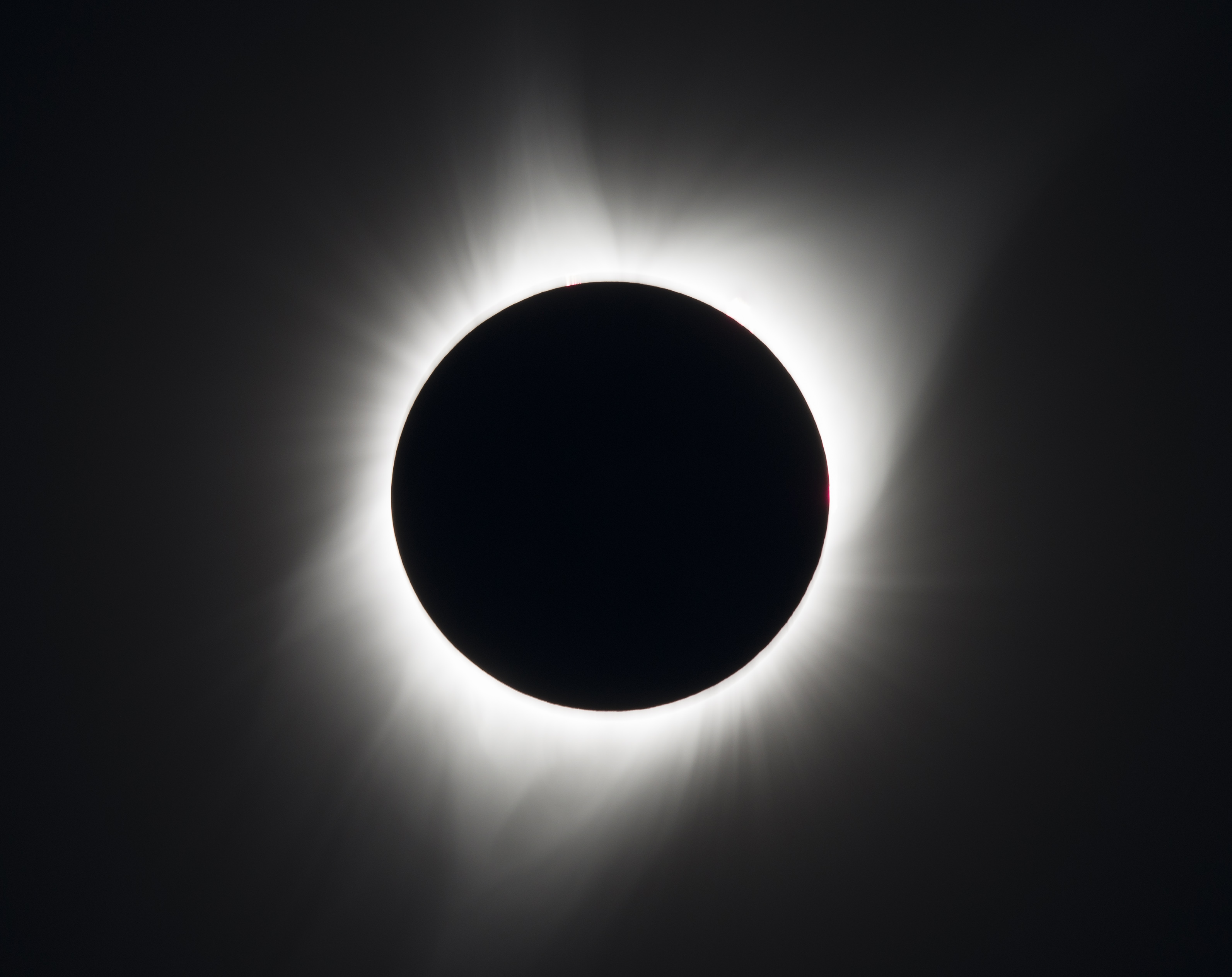
Повне сонячне затемнення 21.08.2017, м. Сайлем, США

  - Facebook вимкнув систему штучного інтелекту через те, що боти винайшли свою мову, якою вони почали спілкуватися між собою. Незадовго перед тим Ілон Маск назвав штучний інтелект найбільшою загрозою, з якою зіткнеться цивілізація, а засновник Facebook Марк Цукерберг заперечував йому[104].
  - Вчені опублікували докладний опис та модель 3D зображення, ймовірної першої квітки, яка росла 140 мільйонів років тому[105][106].
- 2 серпня — у США вперше успішно видалили з ДНК людського ембріона ген з мутацією, який відповідає за розвиток захворювання[107][108].
- 7 серпня — часткове часткове місячне затемнення[en], яке спостерігали жителі Східної Європи, Азії, Африки, Австралії та Антарктиди[109].
- 9 серпня — в Аргентині знайдено викопні рештки Patagotitan mayorum, якого вважають найбільшим динозавром — тварини важили понад 61 тонну[110].
- 12 серпня — науковці Единбурзького університету виявили під двокілометровим крижаним шаром Західно-Антарктичного льодовикового щита 91 вулкан, що робить цей регіон найбільшим вулканічним регіоном на Землі[111][112].
- 14 серпня — здійснено запуск космічного корабля SpaceX Dragon місії CRS-12 до Міжнародної космічної станції. Невдовзі після запуску перший ступінь ракети успішно повернувся на Землю.[113]
- 21 серпня — повне сонячне затемнення[en] типу Сарос 145, що відбувається на Землі раз на 18 років, можна було спостерігати в Північній Америці[114].

### Вересень

Анімаційна 3-D модель Кассіні

- 1 вересня у Гамбурзі офіційно запущено Європейський рентгенівський лазер на вільних електронах, який є міжнародним проєктом 12 країн.
- 2 вересня корабель Союз МС-04 з трьома космонавтами на борту (Ф. Юрчихін, Дж. Фішер та П. Пітсон) відстикувався від МКС та за декілька годин успішно приземлився на території Казахстану. На цьому завершилася робота 52-ї експедиції МКС[115].
- 4 вересня. Астрономи повідомили про виявлення величезної чорної діри вагою 100 000 сонячних мас, що розташована у газовій хмарі поблизу центру Чумацького Шляху, оцінюючи її як другу найбільшу чорну діру у галактиці[116]
- 7 вересня — ракета Falcon 9 вивела на орбіту безпілотний експериментальний орбітальний літак Boeing X-37В. Це п'ятий політ літака. Перший ступінь Falcon 9 успішно повернувся на Землю[117].
- 12 вересня запуск та стиковка з МКС корабля Союз МС-06 із трьома космонавтами експедицій МКС-53 та МКС-54 — росіянином Олександром Місуркіним та американцями Марком Ванде Хейєм і Джозефом Акаба.[118]
- 15 вересня космічна станція Кассіні завершила свою 13-річну місію дослідження Сатурна та його супутників зануренням в атмосферу цієї планети[119].
- 25—29 вересня — LXVIII Міжнародний конгрес астронавтики в Аделаїді (Австралія)[120].
- 27 вересня:
  - Повідомлено про віднайдення на грецькому острові Евбея храму Артеміди, описаного Страбоном[121].
  - Повідомлено про 6-ту реєстрацію гравітаційних хвиль від об'єкту GW170814. Подія відбулася 14 серпня 2017 року[122].
- 28 вересня у Китаї вперше у світі провели операцію по редагуванню геному ембріона людини. Вчені використовували редагування азотистих основ, щоб вилікувати бета-талассемію[123].

### Жовтень
- 5 жовтня — астрономи оголосили про відкриття найвіддаленішої комети, що будь-коли спостерігали в нашій Сонячній системі — C/2017 K2 (PANSTARRS), на відстані 1,5 млрд км[124].
- 9 жовтня:
  - Науковці Інституту Карнегі оголосили що вітроелектростанції в Північній Атлантиці, теоретично, можуть забезпечити достатню енергію для задоволення усіх існуючих потреб людства взимку[125][126]
  - Вчені Університету Рутгерс знайшли ефективний спосіб підвищити харчову цінність кукурудзи шляхом вставки бактеріального гену від E Coli, що стимулює вироблення провідної поживної речовини — метіоніну, амінокислоти, що зустрічається зазвичай в м'ясі[127].
- 12 жовтня — оголошено, що карликова планета Гаумеа, має кільцеву систему, це перша така особливість що була виявлена навколо транснептунового об'єкта[128][129].
- 16 жовтня — міжнародною групою астрономів уперше офіційно повідомлено про фіксацію процесу злиття двох нейтронних зорей, яке було виявлено в гамма-випроміненні і в гравітаційних хвилях (GW170817)[130].
- 17 жовтня — компанія Qualcomm оголошує про відкриття першого мобільного зв'язку 5G, який має швидкість з'єднання 1 Гбіт[131][132].
- 18 жовтня:
  - Alphabet оголошено про впровадження вдосконаленої версії штучного інтелекту AlphaGo, розроблену її допоміжною компанією Google DeepMind[133].
  - Німецькі дослідники зафіксували зменшення біомаси літаючих комах на 75 % протягом останніх 25 років, що свідчить про можливість великомасштабного екологічного колапсу[134][135].
  - Вчені оголосили про відкриття зубів у Німеччині, що можливо належать вимерлому виду Australopithecus afarensis, припускаючи, що представники виду існували 9,7 млн років тому в Європі, набагато раніше, ніж 3,9 мільйона років тому, саме цим віком датуються його знайдені рештки у Африці[136][137][138].
  - НАСА оголосило про відкриття об'єкту A/2017 U1, за допомогою телескопа Pan-STARRS, коли об'єкт був на відстані 0,2 а.о. від Землі, що є першим відомим міжзоряним астероїдом або кометою що прямує через нашу Сонячну систему[139][140].
- 19 жовтня — НАСА повідомило, що космічний апарат місії «Світанок» навколо карликової планети Церери буде продовжена до завершення палива у другій половині 2018 роки; після чого космічний апарат, як очікується, залишиться на стійкій орбіті навколо Церери на невизначений час[141].
- 30 жовтня — за повідомленням Всесвітньої метеорологічної організації концентрація вуглекислого газу в атмосфері у 2016 році досягла найвищої позначки за 800 тисяч років[142].

### Листопад
- 2 листопада:

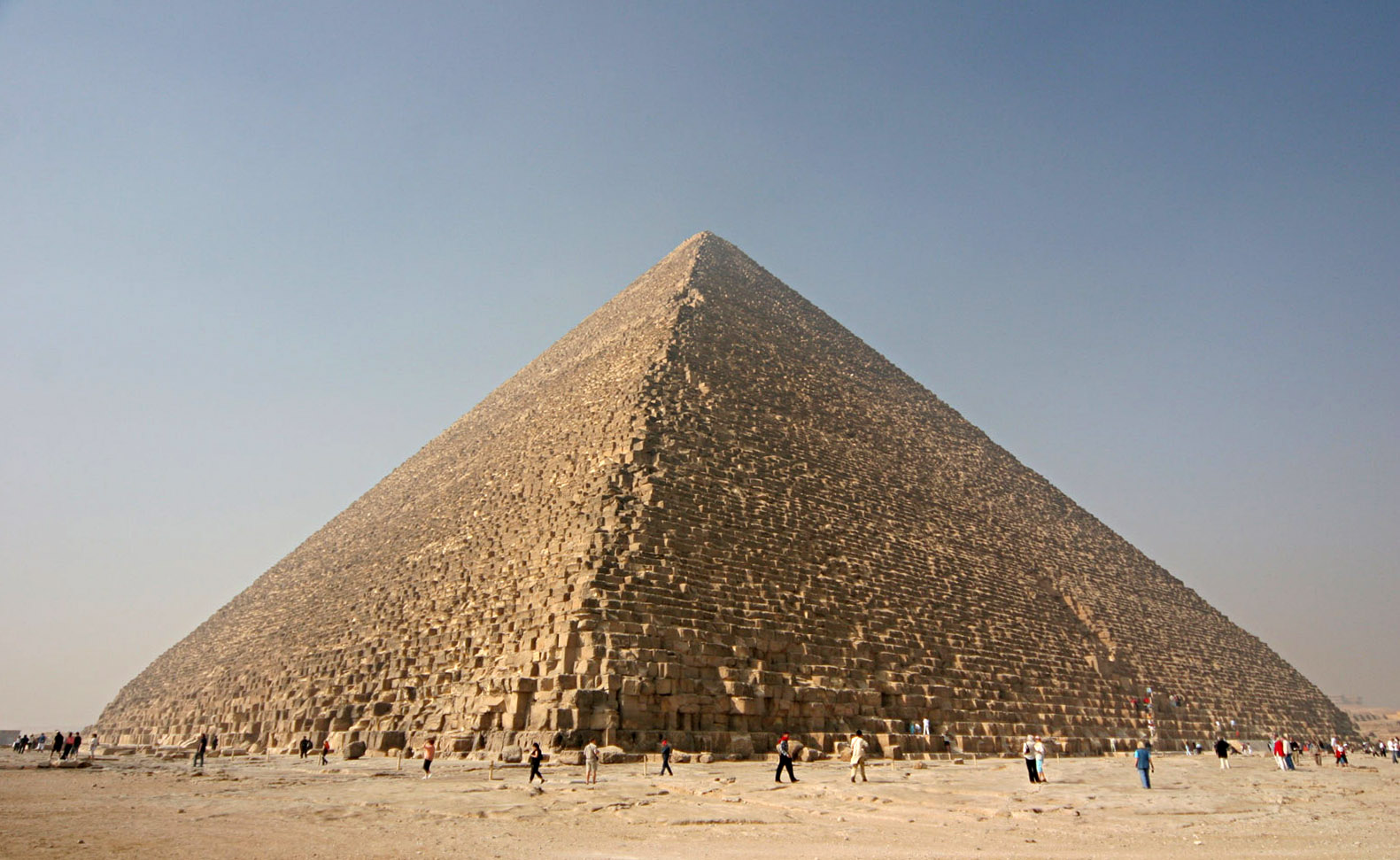
У піраміді Хеопса в Гізі виявлено невідому порожнину

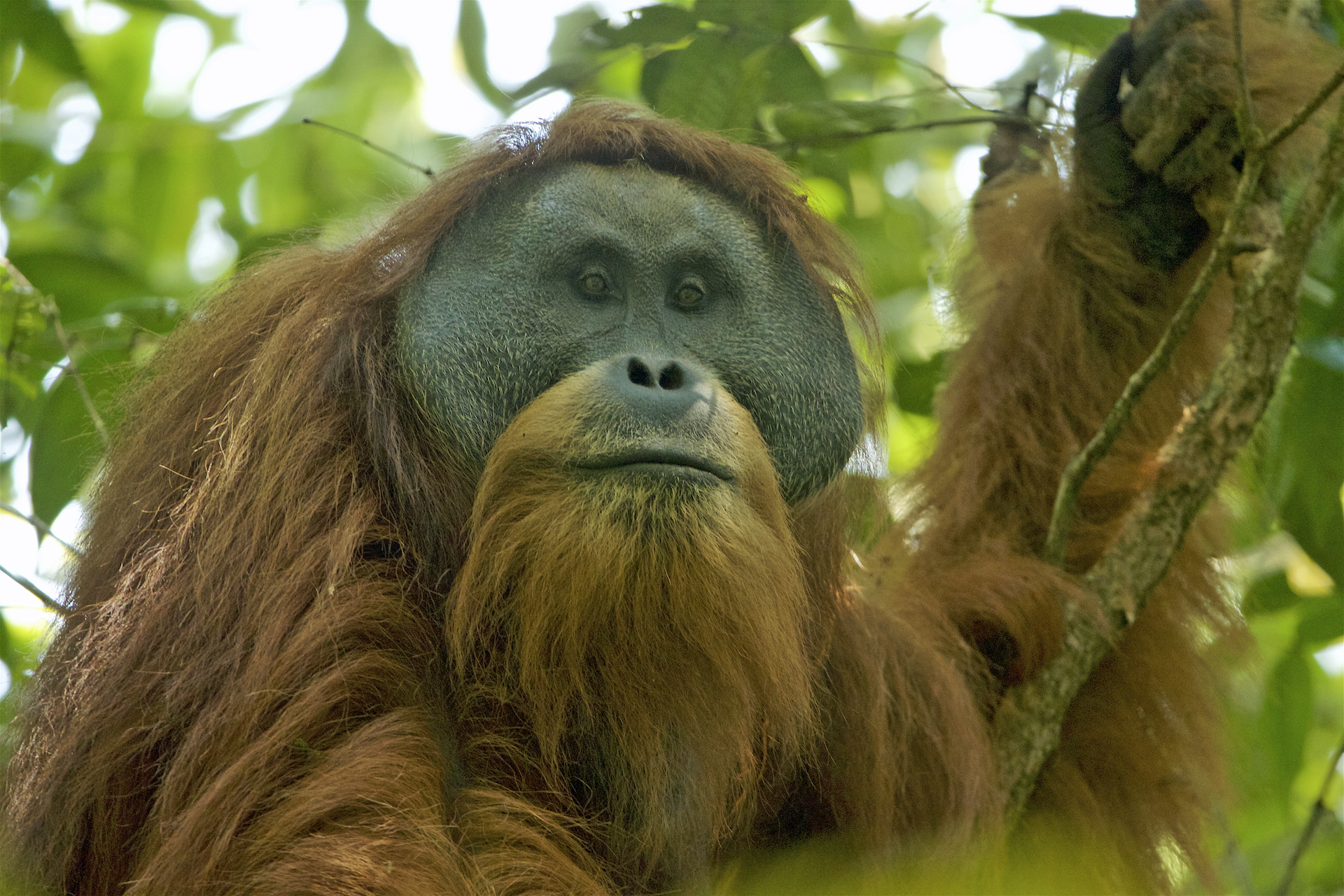
Самець орангутана Pongo tapanuliensis

  - Вчені знайшли невідому раніше порожнину в піраміді Хеопса. Це перше відкриття у цій піраміді з IX століття[143].
  - У журналі Current Biology описано новий вид орангутанів — Pongo tapanuliensis[144][145][146].
- 9 листопада — вчені з Португальського інституту моря та атмосфери відкривають і відновлюють залишки викопних останків древньої акули, яка має близько 80 мільйонів років у водах біля берегів міста Портімао[147].
- 10 листопада — IBM повідомляє про створення квантового комп'ютера з 50 кубітами[148].
- 17 листопада — у Каліфорнії здійснено першу у світі процедуру щодо «редагування» генома дорослої людини. Пацієнтом став дорослий чоловік з мукополісахаридозом ІІ типу (синдромом Хантера)[149].
- 15 листопада:
  - За допомогою телескопа ALMA в Чилі астрономи зафіксували найбільше зіткнення галактик за всю історію — було виявлено еліптичну галактику FS-27, що формується шляхом злиття двох галактик[150].
  - Дослідники з гравітаційно-хвильової інтерферометричної обсерваторії LIGO підтвердили чергову реєстрацію гравітаційних хвиль. Джерело під кодовою назвою GW170608 викликало брижі тканини простору-часу, які дістались Землі 8 червня 2017 року[151].
- 28 листопада:
  - З космодрому Восточний здійснено запуск російської ракети-носія «Союз-2.1б» з космічним апаратом гідрометеорологічного забезпечення «Метеор-М» № 2-1 і 18 наносупутниками. Після успішного старту розгінний блок «Фрегат» разом із корисним навантаженням невдовзі впав в Атлантичний океан[152].
  - НАСА вдалося запустити двигуни космічного апарата «Вояджер-1», які востаннє запускали в 1980 році. Двигуни використовуватимуть для коригування орієнтації апарата[153].

### Грудень
- 5 грудня комп'ютерна програма AlphaZero від Google перемогла у грі в шахи найкращу комп'ютерну програму лише після 4 годин самостійного навчання[154].
- 6 грудня: Астрономи повідомляють про виявлення найвіддаленішого відомого квазару ULAS J1342 + 0928, який має найвіддаленішу надмасивну чорну діру, його червоний зсув z = 7,54, що перевищує червоний зсув z = 7 для раніше відомого найвіддаленішого квазару ULAS J1120 + 0641[155][156].
- 7 грудня:
  - Фізики з Іллінойського університету в Урбана-Шампейні повідомляють про відкриття нової форми речовини, названу екситонієм[157].
  - Дослідники Массачусетського технологічного інституту розробили метод зробити бактерії вразливішими до типу антибіотиків, відомих як хінолон[158][159].
- 8 грудня — вчені повідомляють, що Homo sapiens, можливо, мігрував з Африки до Азії ще 120 000 років тому; задовго до традиційної вихідної дати 60 000 років тому[160][161]. Генетичні дослідження показали, що, за оцінками, сучасні неафриканці мають 1—4 % генів неандертальців, а меланезійці — ≈5 % генів денисовців[162][163].
- 11 грудня
  - Університетський коледж Лондона повідомляє, що генетична помилка, відповідальна за хворобу Гантінгтона, була вперше виправлена пацієнтам за допомогою експериментального препарату IONIS-HTTRx[164][165].
  - Дослідники Університету Вандербільта розробили новий гіперлінковий матеріал, який дозволяє розрізняти такі дрібні деталі як вірус на поверхні живих клітин[166][167].
- 14 грудня:
  - Повернення на Землю корабля Союз МС-05 з трьома космонавтами, учасниками експедицій 52 та 53 на борту (С. Рязанський, Р. Брезник та П. Несполі)[168].
  - Українського вченого Олександра Носича з Інституту радіофізики та електроніки імені Усикова НАН України нагородили премією Галілео Галілея Міжнародної комісії з оптики (ICO) за 2017 рік[169].
  - Британські лікарі запровадили новий метод генної терапії для лікування гемофілії А[170].
  - Астрономи НАСА повідомляють про відкриття екзопланети класу надземля Kepler-90i, восьмої від зорі Kepler-90 планети. Відкриття відбулося завдяки роботі телескопу Кеплер[171][172].
- 17 грудня — запуск до МКС корабля Союз МС-07 із трьома космонавтами на борту[173].
- 18 грудня — вчені з США виявили в Австралії мікроскопічні скам'янілості, вік яких оцінюється у 3,5 мільярда років. Це найдавніші з відомих слідів життя на планеті[174][175].

## Нагороди

### Нобелівська премія
- Премію з фізіології або медицини присуджено американцям Джеффрі Голл, Майкл Розбаш та Майкл Янг за дослідження циркадних ритмів[176].
- Премію з фізики присуджено американцям Райнер Вайс, Баррі Баріш та Кіп Торн за вирішальний внесок у розробку детектора LIGO та спостереження гравітаційних хвиль[177].
- Премію з хімії отримають Жак Дюбоше, Йоахім Франк та Річард Гендерсон за розвиток кріоелектронної мікроскопії високої роздільної здатності для визначення структур біомолекул в розчині[178].

### Абелівська премія
- Володарем премії за 2017 рік став Ів Мейєр (Вища нормальна школа Парі-Сакле) «за ключову роль у розвиту математичної теорії вейвлетів»[179].

### Премія Тюрінга
- Премію за 2016 рік отримав британський вчений Тім Бернерс-Лі за розробку Всесвітньої павутини, першого веббраузера та фундаментальних протоколів та алгоритмів[180].

### Премія за прорив у математиці
- Лауреатом став Жан Бурген — за дослідження в області аналізу, комбінаторики, диференційних рівнянь, геометрії вищих ромірностей, теорії чисел[181].

### Премія за прорив у науках про життя
- - Осумі Йосінорі
  - Стефан Елледж[en]
  - Гаррі Ноллер[en]
  - Роланд Нюссе
  - Гуда Зогбі[182]

### Премія з фундаментальної фізики
- Джозеф Полчинський, Ендрю Стромінджер, Карман Вафа — за формулювання «парадоксу вогняної стіни» — теорії, що пояснює, чому чорні дири порушують закони фізики[183].

## Померли
- 10 січня
  - Яблоков Олексій Володимирович (83) — російський біолог, член-кореспондент РАН.
  - Олівер Смітіз (91) — англо-американський генетик, лауреат Нобелівської премії з фізіології або медицини (2007)
- 14 січня — Ліхтарьов Ілля Аронович (81) — український фізик, Заслужений діяч науки і техніки України.
- 3 лютого — Буринська Ніна Миколаївна (89) — відомий український педагог, методист хімії, доктор педагогічних наук, професор.
- 8 лютого — Пітер Менсфілд (83) — британський фізик, лауреат Нобелівської премії з фізіології або медицини 2003 року.
- 17 лютого — Том Ріган (78) — американський екофілософ, професор філософії, захисник прав тварин.
- 19 лютого — Шафаревич Ігор Ростиславович (93) — український радянський, а згодом і російський математик, один з найбільших математиків сучасності, філософ, публіцист і громадський діяч, доктор фізико-математичних наук.
- 21 лютого — Кеннет Ерроу (95) — американський економіст, лауреат Нобелівської премії з економіки 1972 року (разом з Джоном Гіксом).
- 22 лютого — Пташник Богдан Йосипович (79) — український вчений-математик, доктор фізико-математичних наук, член-кореспондент НАН України.
- 8 березня — Джордж Ола (89) — американський хімік угорського походження, лауреат Нобелівської премії з хімії (1994).
- 12 березня — Зеленський Віктор Федотович (88) — український радянський вчений у галузі фізики твердого тіла і фізичного матеріалознавства, доктор технічних наук, академік АН УРСР (з 1988), заслужений діяч науки УРСР (1978).
- 28 березня — Кухар Валерій Павлович (75) — український хімік, професор, академік НАН України.
- 29 березня — Абрикосов Олексій Олексійович (88) — радянський та американський фізик-теоретик, лауреат Нобелівської премії з фізики (2003).
- 7 квітня — Новиков Микола Васильович (84) — український учений у галузі матеріалознавства і міцності матеріалів, доктор технічних наук, професор, академік Національної академії наук України.
- 13 квітня — Роберт Тейлор (85) — один із творців Інтернету[184].
- 2 травня — Єременко Віктор Валентинович, 84, український фізик, академік Національної академії наук України (1978).
- 12 червня — Чарльз Текер, 74, американський вчений у галузі теорії обчислювальних систем, лауреат премії Тюрінга 2009 року.
- 22 липня — Ситник Костянтин Меркурійович, 91, український ботанік, фізіолог рослин, дійсний член АН УРСР.
- 6 серпня — Вишневський Іван Миколайович, 79, вчений у галузі ядерної фізики та енергетики, академік НАН України.
- 5 вересня — Ніколас Бломберген, 97, американський фізик нідерландського походження. Лауреат Нобелівської премії з фізики за 1981 рік.
- 6 вересня — Лотфі Заде, 96, американський математик і логік азербайджанського походження.